# 炮灰2
《炮灰2》，是一款由Sensible Software制作、Virgin Interactive发行的动作-战略、清版射击游戏。游戏于1994年11月在Amiga和DOS发行。游戏是炮灰的续作。其前作是一款成功的游戏，于1993年在多个格式发行。本游戏具有动作和战略混合形式。游戏涉及一支小规模战士在进行战斗。主角很容易被杀死，可以有很多数量战士可以多次选择。玩家必须依靠战略和辅助重型武器来对抗敌人以及他们的车辆和装备。
游戏保留了前作的动作和玩法，但是增加了新的关卡、设置和图像。前记者Stuart Campbell设计了游戏的关卡。使其更为困难和具有战术需求。同时他在每个关卡的标题上也引入了流行文化元素。游戏剧情的制作受到预算限制的影响。这个导致了对于剧情缺乏解释，而使评论者困惑。评论者欣赏游戏保留了初代《炮灰》的剧情，但是与资料片相比，对于游戏缺乏新的动作和武器而失望。

## 评价
游戏被认为难于前作。《Amiga Format》称这个是“好的和坏的消息”。